# Squid Girl
Shinryaku! Ika Musume (яп. 侵略!イカ娘, букв. «Вторжение! Девочка-Кальмар») — комедийная манга Масахиро Амбэ, публикующаяся в журнале Weekly Shonen Champion с июля 2007 года. Серия была лицензирована на Тайване компанией «Chingwin Publishing Group».

## Сюжет
Сюжет рассказывает о Девочке-Кальмаре, решившей в отместку за загрязнение океана уничтожить всё человечество. Однако, выйдя на землю, она узнаёт, что людей гораздо больше, чем она думала. Более того, — разрушив стену уютного прибрежного ресторанчика семейства Аидзава, она была вынуждена начать подрабатывать там официанткой, чтобы возместить нанесённый ущерб.

## Персонажи
- Девочка-Кальмар (яп. イカ娘 Ика Мусумэ), тж. Кальмарка

Главная героиня сюжета. Её внешность отличает наличие десяти щупалец. Кроме того, она способна извергать из своего тела чернила и светиться, как настоящие кальмары. Как и обычный кальмар, она очень любит креветок.
Девочка-Кальмар общительная и жизнерадостная, любит общаться с детьми и сама похожа на ребёнка внешне и по характеру. Тем не менее, её главная мечта — захватить мир, и при первой же возможности она пытается её воплотить. Но все планы Девочки-Кальмара рушатся в силу её незнания особенностей человеческого мира и наивности.
Сэйю — Хисако Канэмото.
- Эйко Аидзава (яп. 相沢 栄子 Аидзава Эйко)

Менеджер ресторанчика. Её часто раздражает поведение Девочки-Кальмара. Любит играть в видео-игры.
Сэйю — Аюми Фудзимура.
- Тидзуру Аидзава (яп. 相沢 千鶴 Аидзава Тидзуру)

Старшая сестра Эйко. Она кажется милой и застенчивой, но иногда проявляет нечеловеческие силу, скорость и выносливость, в этот момент вокруг неё витает «зловещая аура», а обычно прикрытые глаза распахиваются в жутком взгляде. Кальмарка её очень боится, хотя во втором сезоне Тидзуру стала относиться к ней куда благодушнее и вежливее.
Сэйю — Риэ Танака.
- Такэру Аидзава (яп. 相沢 たける Аидзава Такэру)

Младший брат Эйко и Тидзуру. Любит играть на берегу пляжа и часто вовлекает Кальмарку в свои забавы.
Сэйю — Мики Отани.
- Горо Арасияма (яп. 嵐山 悟郎 Арасияма Горо:)

Спасатель на берегу. Друг детства Эйко. Безответно влюблен в Тидзуру и пытается завоевать её внимание.
Сэйю — Юити Накамура.
- Санаэ Нагацуки (яп. 長月 早苗 Нагацуки Санаэ)

Подруга и одноклассница Эйко. Имеет собаку по кличке Алекс. Влюблена в Кальмарку, однако та ненавидит её и пресекает любые попытки Санаэ общаться.
Сэйю — Канаэ Ито.
- Синди Кемпбелл (яп. シンディー・キャンベル Синди: Кямбэру)

Учёный-уфолог из Америки. Разговаривает с акцентом, используя английские слова. Твёрдо убеждена в том, что Девочка-Кальмар — пришелец, и под разными предлогами пытается заманить её к себе на базу для проведения опытов. У неё в подручных команда из трех недальновидных учёных.
Сэйю — Хитоми Набатамэ.
- Нагиса Сайто (яп. 斉藤 渚 Сайто: Нагиса)

Помощница Эйко и Тидзуру. Единственный персонаж в аниме, который боится Девочку-Кальмара. Девочка-кальмар ценит её боязнь, потому что считает достижением то, что хоть один человек её боится.
Сэйю — Адзуса Катаока.

## Аниме-сериал

### Первый сезон
Премьера первой серии аниме-адаптации производства студии Diomedea состоялась 4 октября 2010 года.
Открывающая композиция аниме-сериала:
- «Let’s Invade!» (яп. 侵略ノススメ☆ Синряку но сусумэ☆) (исполняют ULTRA-PRISM и Хисако Канэмото)

Закрывающая композиция аниме-сериала:
- «Metamarism» (яп. メタメリズム Мэтамэридзуму) (исполняет Канаэ Ито)

| 1 | Aren't you Invading? «Shinryaku Shinai ka?» (侵略しなイカ？)                            | 4 октября 2010 года  |
| 1 | Aren't you my Comrade? «Douhou ja nai ka?» (同胞じゃなイカ？)                           | 4 октября 2010 года  |
| 1 | Aren't I the Strongest? «Saikyou ja nai ka?» (最強じゃなイカ？)                         | 4 октября 2010 года  |
| Кальмарка решает захватить людей, загрязняющих море, однако после её громогласного заявления в пляжном кафе её даже никто не воспринимает всерьёз. А после того как она в кафе проламывает стену её вообще заставляют работать там официанткой. Такэру, младший брат менеджера ресторанчика Эйко, надевает на голову бумажную шляпу с похожими на кальмаркины щупальцами. Неожиданного для всех девочка принимает его «за своего», а после того как шляпу сносит ветром начинает оплакивать "своего погибшего товарища". По просьбе Тидзуру Кальмарка вырабатывает чернила (вкусовая приправа у японцев) и заправляет ими различные блюда, чем вызывает отвращение Эйко. |                                                                                         |                      |
| 2 | Aren't you my Companion? «Nakama ja nai ka?» (仲間じゃなイカ？)                         | 11 октября 2010 года |
| 2 | Aren't you going to Celebrate? «Iwawanai ka?» (祝わなイカ？)                            | 11 октября 2010 года |
| 2 | Aren't you going to Play? «Asobanai ka?» (遊ばなイカ？)                                 | 11 октября 2010 года |
| Кальмарка знакомится с пляжным спасателем Горо и поначалу начинает считать, что он также мечтает захватить Землю. Кальмарка, видя праздник у другого человека, заявляет, что у неё сегодня день рождения. Неожиданный праздник она отмечает вместе с работниками кафе. Кальмарка встречается с другом Эйко Санаэ Нагацуки и начинает ревновать к всеобщему вниманию к её собаке. Кальмарка отправляется вместе с Санаэ к ней домой, где та фотографирует её в различных косплей-костюмах. |                                                                                         |                      |
| 3 | Aren't you afraid? «Kowaku nai ka?» (怖くなイカ？)                                      | 18 октября 2010 года |
| 3 | Aren't you my natural enemy? «Tenteki ja nai ka?» (天敵じゃなイカ？)                    | 18 октября 2010 года |
| 3 | Aren't you new? «Shiniri ja nai ka?» (新入りじゃなイカ？)                               | 18 октября 2010 года |
| Друзья решают напугать Кальмарку, для чего отводят её на кладбище, однако в итоге пугаются сами когда потерявшаяся Кальмарка включает внутреннее освещение (как у некоторых кальмаров): они принимают её за приведение. В то же время сама Кальмарка встречает добродушных призраков, показавших ей путь. На пляже Кальмарка принимает надувных животных за настоящих, что её очень пугает и даже доводит до слёз. В кафе приходит новая работница — Нагиса Сайто и Кальмарка пытается всячески пугать её, наслаждаясь страхом, который хотела видеть на лицах всех людей.                                                                                               |                                                                                         |                      |
| 4 | Aren't you buying it? «Kawanai ka?» (買わなイカ？)                                      | 25 октября 2010 года |
| 4 | Aren't you invading? «Norikomanai ka?» (乗りこまなイカ？)                               | 25 октября 2010 года |
| 4 | Aren't you a fake? «Nisemono ja nai ka?» (ニセモノじゃなイカ？)                         | 25 октября 2010 года |
| Кальмарка находит потерянный бумажник: благодарный владелец отдаёт девочка 10000 иен, которые она тратит на покупку целого ящика креветок. После того как ломается телевизор в кафе Тидзуру предлагает Кальмарке провести ночь у них дома. На пляже неожиданно появляется конкурент Кальмарки — её косплей-копия с огромной головой, наполненной различными механизмами для облегчения работы в кафе. Девочка и её копия устраивают соревнование, в результате которого механизированная голова копии сгорает и победителем признаётся настоящая Кальмарка. |                                                                                         |                      |
| 5 | Aren't you an alien? «Uchuujin ja nai ka?» (宇宙人じゃなイカ？)                         | 1 ноября 2010 года   |
| 5 | Aren't you going to school? «Gakkou ni Ikanai ka?» (学校に行かなイカ？)                 | 1 ноября 2010 года   |
| 5 | Aren't you gonna keep it? «Kawanai ka?» (飼わなイカ？)                                  | 1 ноября 2010 года   |
| Женщина по имени Синди Кемпбелл, работающая в центре по контактам с представителями внеземной жизни, так заговаривает Кальмарку, что та на время начинает считать себя настоящей инопланетянкой. Кальмарка отправляется в школу Эйко, где захватывает директора учебного заведения. Эйко удаётся усмирить девочку. Третья часть серии описывает то, как если бы Эйко нашла в море мини-копию Кальмарки в несколько сантиметров и ухаживала за ней. |                                                                                         |                      |
| 6 | Isn't that a Hero Show? «Hīrō shō ja nai ka?» (ヒーローショーじゃなイカ？)              | 8 ноября 2010 года   |
| 6 | Aren't you gonna study? «Benkyō shinai ka?» (勉強しなイカ?)                             | 8 ноября 2010 года   |
| 6 | Isn't it love? «Koi ja nai ka?» (愛じゃなイカ？)                                        | 8 ноября 2010 года   |
| На пляже проходит т. н. «шоу героев», где одетый в костюм кальмара актёр изображает злодея. Кальмарка решает помочь своему «товарищу» победить супергероя. Кальмарка неожиданно для других обнаруживает в себе способности к математике и Эйко просит её помощи в учёбе. После того как Горо спасает Нагису, та начинает думать, что он не воспринимает «угрозу» со стороны Кальмарки всерьёз и решает его от неё защищать. |                                                                                         |                      |
| 7 | Aren't you gonna get targeted? «Nerawarenai ka?» (狙われなイカ？)                       | 15 ноября 2010 года  |
| 7 | Aren't you gonna research? «Kenkyū shinai ka?» (研究しなイカ？)                         | 15 ноября 2010 года  |
| 7 | Aren't you gonna work? «Hatarakanai ka?» (働かなイカ？)                                 | 15 ноября 2010 года  |
| Обеспокоенная поведение Кальмарки Нагиса решает провести ночь с семьёй Аидзава, чтобы не дать Кальмарке «напасть на них». Кальмарка решает набрать отряд рабов: в обмен на то, что Синди становится рабыней, Кальмарка соглашается на свой осмотр учёными. По соглашению с конкурирующим кафе Кальмарка и другая девушка временно меняются местами работы. |                                                                                         |                      |
| 8 | Aren't you sick? «Byōki ja nai ka?» (病気じゃなイカ？)                                  | 22 ноября 2010 года  |
| 8 | Isn't that a new ability? «Shin-nōryoku ja nai ka?» (新能力じゃなイカ？)                | 22 ноября 2010 года  |
| 8 | Aren't you gonna use it? «Sasanai ka?» (ささないか？)                                   | 22 ноября 2010 года  |
| Кальмарка заболевает неизвестной болезнью, и её пытаются вылечить: чтобы излечиться девочка решает на время отказаться от поедания креветок. Друзья Кальмарки пытаются понять, для чего у неё на голове располагаются странные мини-крылышки. Кальмарка впервые узнаёт, что такое зонт: она представляет его всемогущим оружием, и после того как зонт попадает под колёса машины, сильно плачет. |                                                                                         |                      |
| 9 | Aren't you gonna doorbell dash? «Pinpon dasshu shinai ka?» (ピンポンダッシュしなイカ？) | 29 ноября 2010 года  |
| 9 | Don't you want makeup? «Meiku shinai ka?» (メイクしなイカ？)                            | 29 ноября 2010 года  |
| 9 | Isn't that a secret weapon? «Himitsu heiki ja nai ka?» (秘密兵器じゃなイカ？)           | 29 ноября 2010 года  |
| После неудачной попытки хулиганства (позвонить в дверь и убежать) Кальмарка решает познакомиться с дочерью хозяйки дома - Киёми Сакурой, и они становятся хорошими друзьями. Кальмарка увлекается косметикой: сначала неумело крася губы, а затем покрывая ею всё лицо. Доходит до того, что, надеясь разукрасить своё лицо так, чтобы её боялись, Кальмарка делает его не смывающимися фломастерами. Учёные из лаборатории, в которой работает Синди, представляют своё новое изобретение, которое ненароком уничтожает всё кафе. |                                                                                         |                      |
| 10 | Isn't that Teru Teru Bozu? «Teru-teru-bōzu ja nai ka?» (てるてるぼうずじゃなイカ？)     | 6 декабря 2010 года  |
| 10 | Aren't you gonna be loved? «Sukarenai ka?» (好かれなイカ？)                             | 6 декабря 2010 года  |
| 10 | Aren't you gonna play baseball? «Yakyū shinai ka?» (野球しなイカ？)                     | 6 декабря 2010 года  |
| Кальмарка увлекается рисованием и использует для этого свои щупальца. Однако красивым получается только Такэру. Санаэ, чьё безумно-фанатичное отношение к Кальмарке отмечали многие, решает положить этому конец и удаляет из компьютера всё её изображения. Кальмарка занимает место выбывшего члена команды по бейсболу, в которую входит Киёми. С помощью щупалец она играет это так хорошо, что после игры даже соперники просят её вступить в их команду. |                                                                                         |                      |
| 11 | Isn't that a doll? «Ningyō ja nai ka?» (人形じゃなイカ？)                               | 13 декабря 2010 года |
| 11 | Isn't that doubtful? «Giwaku ja nai ka?» (疑惑じゃなイカ？)                             | 13 декабря 2010 года |
| 11 | Aren't you going hiking? «Tozan shinai ka?» (登山しなイカ？)                            | 13 декабря 2010 года |
| Эйко находит свою странную куклу, чьего страшного, по её мнению, взгляда начинает бояться Кальмарка. Трое учёных из центра по контакту с инопланетным разумом начинают считать инопланетянкой Тидзуру, в связи с чем всячески пытаются достать образцы её волос и крови для экспериментов. Кальмарка и её друзья отправляются в похож на гору: девочка сильное выматывается, кроме того на неё постоянно в лесу нападают животные. |                                                                                         |                      |
| 12 | Aren't you gonna fight? «Tatakawa nai ka?» (戦わなイカ？)                               | 20 декабря 2010 года |
| 12 | Aren't you in trouble? «Pinchi ja nai ka?» (ピンチじゃなイカ？)                         | 20 декабря 2010 года |
| 12 | Aren't you in more trouble? «Motto pinchi ja nai ka?» (もっとピンチじゃなイカ？)        | 20 декабря 2010 года |
| Эйко и Кальмарка вместе принимают участие в соревновании по пляжному волейболу и выигрывают в нём (не без помощи Тидзуру). У Кальмарки внезапно пропадает чувствительность щупалец: они перестают двигаться, и девочка решает вернуться в море. Через несколько недель Кальмарка возвращается, но уже с обрезанными щупальцами. Однако когда Эйко попадает в беду и чуть было не тонет, к щупальцам возвращается чувствительность и они отрастают: Кальмарке удаётся спасти свою подругу. |                                                                                         |                      |

Все названия серий оканчиваются на «ика» (яп. イカ), выделенное катаканой, что является игрой слов, так как «ика» переводится как «кальмар».

### Второй сезон
26 сентября 2011 года был начат показ второго сезона аниме-сериала, озаглавленного Shinryaku!? Ika Musume. В дополнение к BD-релизу также вышло две OVA Shinryaku!! Ika Musume и два музыкальных спешла: Ika Ice Tabena-ika? и Kore ga Umi e no Ai Jana-ika!, в которых исполняет песни сэйю Кальмарки.

## Влияние на другие произведения
Некоторые отаку отметили внешнее сходство главной героини аниме и манги Shinryaku! Ika Musume с Индекс из To Aru Majutsu no Index. Эта идея получила развитие в спецвыпуске To Aru Majutsu no Index-tan 3, вышедшим вместе с BD/DVD-релизом второго сезона To Aru Majutsu no Index, где Индекс отождествляется с Девочкой-Кальмаром. Примечательно, что продюсер Shinryaku! Ika Musume Тацуя Исигуро опубликовал в блоге проекта запись, в которой сообщил, что он и съёмочная группа озадачены данной пародией. Впрочем, позднее Исигуро удалил сообщение, аргументировав это желанием избежать конфликтов в среде фанатов, а также неуместностью публикации столь личных комментариев в этом блоге.